# アイルランドトロフィー
アイルランドトロフィーは、日本中央競馬会（JRA）が2025年より東京競馬場で施行される予定の中央競馬の重賞競走（GII）である。
正賞はレパーズタウン競馬場賞。

## 概要
2024年9月23日に発表された2025年度の開催日割及び重賞日程において、同年までのアイルランドトロフィー府中牝馬ステークスの施行時期（10月）・重賞格付（GII）・負担重量（別定戦）を引き継ぐ形で、回次も第1回とした上で施行される(なお、府中牝馬ステークスは2024年まで施行されていたマーメイドステークスの競走条件（施行時期（6月）・重賞格付（GIII）・負担重量（ハンデ戦））を引き継いで2025年より東京競馬場芝1800mで実施され、回次も第73回となる)。
出走資格はサラブレッド系3歳以上のJRA所属の牝馬の競走馬、地方競馬所属の牝馬の競走馬及び外国調教馬。
エリザベス女王杯のステップ競走に指定され、地方競馬所属馬はエリザベス女王杯の出走候補馬（3頭まで）に優先出走が認められている。
また、地方競馬所属馬は本競走で2着以内の成績を収めると、エリザベス女王杯の優先出走権が与えられる。
2025年の1着賞金は5500万円で、以下2着2200万円、3着1400万円、4着830万円、5着550万円。

## 歴史
- 2025年 - 前年までのアイルランドトロフィー府中牝馬ステークスの施行時期（10月）・重賞格付（GII）・負担重量（別定戦）を引き継ぎ、回次も第1回として東京競馬場芝1800mで施行予定。

### 歴代優勝馬
コース種別を表記していない距離は、芝コースを表す。
| 回数  | 施行日         | 競馬場 | 距離  | 優勝馬 | 性齢 | タイム | 優勝騎手 | 管理調教師 | 馬主 |
| ----- | -------------- | ------ | ----- | ------ | ---- | ------ | -------- | ---------- | ---- |
| 第1回 | 2025年10月12日 | 東京   | 1800m |        |      |        |          |            |      |

## 同名の競走
1993年から2016年まで同名の特別競走が行われていた。また、2017年から2024年は府中牝馬ステークスに同名の副題が冠され「アイルランドトロフィー府中牝馬ステークス」として施行され、かつての「アイルランドトロフィー」に相当するオープン競走は「オクトーバーステークス」に継承された。

### 優勝馬
距離はすべて芝コース。
優勝馬の馬齢は、現行表記に揃えている。
| 施行日         | 競馬場 | 距離  | 条件     | 優勝馬             | 性齢 | タイム | 優勝騎手   | 管理調教師 | 馬主                                 |
| -------------- | ------ | ----- | -------- | ------------------ | ---- | ------ | ---------- | ---------- | ------------------------------------ |
| 1993年10月30日 | 東京   | 1600m | オープン | イイデザオウ       | 牡4  | 1:34.5 | 角田晃一   | 大久保正陽 | （株）アールエスエーカントリ         |
| 1994年10月29日 | 東京   | 1600m | オープン | マチカネアレグロ   | 牡3  | 1:34.2 | 横山典弘   | 浅見秀一   | 細川益男                             |
| 1995年10月28日 | 東京   | 1600m | オープン | トロットサンダー   | 牡6  | 1:33.3 | 横山典弘   | 相川勝敏   | 藤本照男                             |
| 1996年10月19日 | 東京   | 1600m | オープン | ショウリノメガミ   | 牝5  | 1:33.8 | 的場均     | 武邦彦     | 浅川吉男                             |
| 1997年10月25日 | 東京   | 1600m | オープン | トーヨーレインボー | 牡3  | 1:33.5 | 松永昌博   | 松永善晴   | （有）トーヨークラブ                 |
| 1998年10月31日 | 東京   | 1600m | オープン | マチカネサンシロー | 牡3  | 1:33.8 | 吉田豊     | 浅見秀一   | 細川益男                             |
| 1999年10月24日 | 東京   | 1600m | オープン | ニッポーアトラス   | 牡5  | 1:34.2 | M.ロバーツ | 久保田敏夫 | （株）エヌ・アール・ユー             |
| 2000年10月14日 | 東京   | 1400m | 1600万   | トーワラノビア     | 牝5  | 1:21.2 | 郷原洋司   | 佐山優     | 齋藤すゞ                             |
| 2001年10月13日 | 東京   | 1400m | 1600万   | ゴッドオブチャンス | 牡3  | 1:20.8 | 岡部幸雄   | 和田正道   | （有）ノースヒルズマネジメント       |
| 2002年10月5日  | 中山   | 1600m | 1600万   | ツジノワンダー     | 牡6  | 1:32.6 | 江田照男   | 清水美波   | 辻本正男                             |
| 2003年10月11日 | 東京   | 1600m | 1600万   | オーゴンサンデー   | 牝4  | 1:33.3 | 江田照男   | 谷原義明   | 永田清男                             |
| 2004年10月11日 | 東京   | 1600m | 1600万   | ヴリル             | 牡3  | 1:33.9 | 蛯名正義   | 国枝栄     | 岡田美佐子                           |
| 2005年10月8日  | 東京   | 1600m | 1600万   | フォーカルポイント | 牡4  | 1:32.8 | 後藤浩輝   | 河野通文   | （有）社台レースホース               |
| 2006年10月7日  | 東京   | 1600m | 1600万   | ニシノナースコール | 牝4  | 1:33.3 | 吉田豊     | 尾形充弘   | 西山茂行                             |
| 2007年11月3日  | 東京   | 1600m | 1600万   | トウカイオスカー   | 牝3  | 1:33.8 | 横山典弘   | 後藤由之   | 内村正則                             |
| 2008年10月18日 | 東京   | 2000m | オープン | オペラブラーボ     | 牡4  | 1:58.3 | 横山典弘   | 久保田貴士 | 草間庸文                             |
| 2009年10月17日 | 東京   | 2000m | オープン | マイネルスターリー | 牡4  | 1:58.2 | 三浦皇成   | 加用正     | （株）サラブレッドクラブ・ラフィアン |
| 2010年10月16日 | 東京   | 2000m | オープン | トーセンジョーダン | 牡4  | 1:59.2 | 内田博幸   | 池江泰寿   | 島川隆哉                             |
| 2011年10月15日 | 東京   | 2000m | オープン | トーセンレーヴ     | 牡3  | 2:00.6 | N.ピンナ   | 池江泰寿   | 島川隆哉                             |
| 2012年10月14日 | 東京   | 2000m | オープン | アカンサス         | 牝4  | 1:58.7 | 三浦皇成   | 畠山吉宏   | （株）Basic                          |
| 2013年10月13日 | 東京   | 2000m | オープン | レインスティック   | 牡6  | 2:00.9 | 武士沢友治 | 勢司和浩   | （有）社台レースホース               |
| 2014年10月19日 | 東京   | 2000m | オープン | エイシンヒカリ     | 牡3  | 1:58.3 | 横山典弘   | 坂口正則   | （株）栄進堂                         |
| 2015年10月18日 | 東京   | 2000m | オープン | ヒストリカル       | 牡6  | 1:59.2 | 田中勝春   | 音無秀孝   | 近藤英子                             |
| 2016年10月16日 | 東京   | 2000m | オープン | ハギノハイブリッド | 牡5  | 1:59.5 | 横山典弘   | 松田国英   | 日隈良江                             |
| 2017年10月14日 | 東京   | 1800m | GII      | クロコスミア       | 牝4  | 1:48.1 | 岩田康誠   | 西浦勝一   | 大塚亮一                             |
| 2018年10月13日 | 東京   | 1800m | GII      | ディアドラ         | 牝4  | 1:44.7 | C.ルメール | 橋田満     | 森田藤治                             |
| 2019年10月14日 | 東京   | 1800m | GII      | スカーレットカラー | 牝4  | 1:44.5 | 岩田康誠   | 高橋亮     | 前田幸治                             |
| 2020年10月17日 | 東京   | 1800m | GII      | サラキア           | 牝5  | 1:48.5 | 北村友一   | 池添学     | （有）シルクレーシング               |
| 2021年10月16日 | 東京   | 1800m | GII      | シャドウディーヴァ | 牝5  | 1:45.6 | 福永祐一   | 斎藤誠     | （株）スリーエイチレーシング         |
| 2022年10月15日 | 東京   | 1800m | GII      | イズジョーノキセキ | 牝5  | 1:44.5 | 岩田康誠   | 石坂公一   | 泉一郎                               |
| 2023年10月14日 | 東京   | 1800m | GII      | ディヴィーナ       | 牝5  | 1:46.1 | M.デムーロ | 友道康夫   | 佐々木主浩                           |
| 2024年10月14日 | 東京   | 1800m | GII      | ブレイディヴェーグ | 牝4  | 1:44.7 | C.ルメール | 宮田敬介   | （有）サンデーレーシング             |

#### 各回競走結果の出典
- アイルランドトロフィー　歴代優勝馬（1993年～2016年） - netkeiba、2024年11月22日閲覧